# Lagoa da Caldeira
A Lagoa da Caldeira localiza-se no interior da Caldeira do vulcão central da ilha do Faial, a cerca de 573 metros de altitude.
Anteriormente à crise sísmica do Vulcão dos Capelinhos, esta lagoa mantinha um lençol de água de forma permanente. Após a erupção do referido Vulcão dos Capelinhos e dado ter havido um rompimento do fundo da lagoa esta tornou-se quase sazonal uma vez que nas épocas de Verão quase chega a secar.